# Yotaú
Yotaú – miasto w Boliwii, w departamencie Santa Cruz, w prowincji Guarayos.